# Libia ai Giochi della XXVIII Olimpiade
La Libia partecipò ai Giochi della XXVIII Olimpiade, svoltisi ad Atene, Grecia, dal 13 al 29 agosto 2004, con una delegazione di 8 atleti impegnati in cinque discipline.

## Delegazione
| Sport             | Uomini | Donne | Totale |
| ----------------- | ------ | ----- | ------ |
| Atletica leggera  | 1      | 1     | 2      |
| Judo              | 1      | -     | 1      |
| Nuoto             | 1      | 1     | 2      |
| Sollevamento pesi | 2      | -     | 2      |
| Taekwondo         | 1      | -     | 1      |
| Totale            | 6      | 2     | 8      |

## Risultati

### Atletica leggera
| Q | Qualificato al turno successivo per la Classifica in qualificazione                                                          |
| q | Qualificato per il turno successivo per ripescaggio o, negli eventi su campo, conquistando la misura minima per qualificarsi |

Maschile
Eventi su pista e strada
| Atleta               | Evento   | Finale    | Finale     |
| Atleta               | Evento   | Risultato | Classifica |
| -------------------- | -------- | --------- | ---------- |
| Ali Mabrouk El Zaidi | Maratona | 2h20'31   | 39º        |

Femminile
Eventi su pista e strada
| Ruwida El Hubti | 400 m piani | 1'03"57 | 7ª | non qualificata | non qualificata | non qualificata | non qualificata | non qualificata | non qualificata |

### Judo
Maschile
| Atleta            | Evento | Preliminari                | 16-esimi             | Ottavi               | Quarti               | Semifinali           | Ripescaggio            | Finale               | Pos.            |
| Atleta            | Evento | Avversario Punteggio       | Avversario Punteggio | Avversario Punteggio | Avversario Punteggio | Avversario Punteggio | Avversario Punteggio   | Avversario Punteggio | Pos.            |
| ----------------- | ------ | -------------------------- | -------------------- | -------------------- | -------------------- | -------------------- | ---------------------- | -------------------- | --------------- |
| Mohamed Ben Saleh | -81 kg | Krawczyk (POL) P 0000–1101 | non qualificato      | non qualificato      | non qualificato      | non qualificato      | Hawn (USA) P 0000–1001 | non qualificato      | non qualificato |

### Nuoto
Maschile
| Atleta          | Evento            | Batteria  | Batteria   | Semifinale      | Semifinale      | Finale          | Finale          |
| Atleta          | Evento            | Risultato | Classifica | Risultato       | Classifica      | Risultato       | Classifica      |
| --------------- | ----------------- | --------- | ---------- | --------------- | --------------- | --------------- | --------------- |
| Khaled Ghezzawi | 50 m stile libero | 27"55     | 71º        | non qualificato | non qualificato | non qualificato | non qualificato |

Femminile
| Atleta       | Evento                | Batteria  | Batteria   | Semifinale      | Semifinale      | Finale          | Finale          |
| Atleta       | Evento                | Risultato | Classifica | Risultato       | Classifica      | Risultato       | Classifica      |
| ------------ | --------------------- | --------- | ---------- | --------------- | --------------- | --------------- | --------------- |
| Amira Edrahi | 50 metri stile libero | 34"67     | 72ª        | non qualificata | non qualificata | non qualificata | non qualificata |

### Sollevamento pesi
Maschile
| Atleta           | Evento          | Strappo   | Strappo    | Slancio   | Slancio    | Totale | Classifica |
| Atleta           | Evento          | Risultato | Classifica | Risultato | Classifica | Totale | Classifica |
| ---------------- | --------------- | --------- | ---------- | --------- | ---------- | ------ | ---------- |
| Mohamed Eshtiwi  | −77 kg maschile | 155       | =11º       | 180       | =16º       | 335    | 16º        |
| Hamza Abu-Ghalia | −85 kg maschile | 147,5     | 15º        | 180       | r          | 147,5  | r          |

### Taekwondo
Maschile
| Atleta          | Evento | Ottavi               | Quarti               | Semifinali           | Ripescaggio 1        | Ripescaggio 2        | Finale / FB          | Pos. |
| Atleta          | Evento | Avversario Punteggio | Avversario Punteggio | Avversario Punteggio | Avversario Punteggio | Avversario Punteggio | Avversario Punteggio | Pos. |
| --------------- | ------ | -------------------- | -------------------- | -------------------- | -------------------- | -------------------- | -------------------- | ---- |
| Ezedin Belgasem | −58 kg | Chu M-y (TPE) P RSC  | non qualificato      | non qualificato      | Ramos (ESP) P WO     | non qualificato      | non qualificato      | 7º   |